# USS Wright (CVL-49)
Pour les autres navires du même nom, voir USS Wright.
L’USS Wright (CVL-49) était un porte-avions de la marine des États-Unis de la classe Saipan mit sur cale le 2 août 1944 par la New York Shipbuilding Corporation, lancé le 1er septembre 1945 et mis en service le 9 février 1947.

## Historique
Il fut classifié comme auxiliary aircraft transport sous le code AVT-7 le 15 mai 1959.
Il fut converti en navire de commandement (CC-2) entre 1962 et 1963 et intégré au National Military Command System (NMCS) le 11 mai 1963. Il a été l'un des deux National Emergency Command Post Afloat (en) (NECP).
Ce bâtiment relais pour télécommunications, destiné à des commandements de théâtre exigeant de puissantes liaisons radios, pouvait abriter le président des États-Unis et son état-major dans l'éventualité d'une guerre nucléaire.
Il fut déclassé en 1970 et démoli en 1980.